# Rádio Relógio
Rádio Relógio (também chamada como Rádio Relógio Federal) é uma emissora de rádio brasileira sediada no Rio de Janeiro, capital do estado homônimo. Opera nos dials AM, na frequência 580 kHz, e OT, em 4905 kHz. Pertence à Fundação Internacional de Comunicação, braço midiático da Igreja Internacional da Graça de Deus, liderada pelo missionário R. R. Soares. Seus estúdios estão no templo da igreja no bairro Taquara, e sua antena de transmissão está no Jardim Catarina, em São Gonçalo. A rádio também conta com retransmissoras em Cantagalo (FM 100,3 MHz) e Paty do Alferes (FM 105,5 MHz).

## História
A Rádio Relógio foi fundada em 1956 por Cesar Ladeira que torna-se seu diretor. Sua programação era completamente diferente das demais emissoras do Rio de Janeiro. Em vez de programas jornalísticos e de entretenimento, a rádio transmitia apenas notas jornalísticas e curiosidades com o bordão "Você Sabia?", 24 horas por dia, na voz do locutor Tavares Borba. A cada minuto, era atualizada a hora sincronizada com o Observatório Nacional, sendo sempre ditas as horas, minutos e segundos, em uma locução pré-gravada pela jornalista Íris Lettieri. Ao fundo, podia-se ouvir um barulho de tic-tac de um relógio.
Em 1967, a Rádio Relógio foi comprada pelo pastor Robert McAlister, líder da Igreja Cristã de Nova Vida. Nesta época, ocorrem as primeiras alterações na peculiar programação da emissora. A cada hora, aos 30 minutos, era transmitido o programa religioso Café Espiritual, produzido e apresentado por McAlister. Aos domingos, de 7h00 até 23h00, eram transmitidos os cultos da Igreja Cristã de Nova Vida.
Em 1993, Robert McAlister morre, e a rádio continua sendo gerenciada por sua igreja, agora sob a liderança de seu filho Walter McAlister. Em 2000, a rádio é vendida para a Igreja Internacional da Graça de Deus, do missionário R. R. Soares. A clássica programação da emissora deixa então de ir ao ar e dá lugar aos programas da IIGD, além de programas musicais e jornalísticos. Em fevereiro de 2007, a emissora adotou uma linha jornalística, no estilo all news, sem música, mas com programas populares, de esportes e religiosos.
Em maio de 2009, a emissora passou a repetir a programação da Nossa Rádio, que no Rio de Janeiro operava através dos FM 89.3 MHz. Em 3 de maio de 2010, a frequência é arrendada para a Rádio Globo Rio de Janeiro, e a Rádio Relógio passa a transmitir sua programação junto com a Nossa Rádio, mudando de nome para Nossa Rádio Relógio. O nome, no entanto, não emplacou e a emissora voltou a utilizar a antiga nomenclatura ainda em 2010.
Em 24 de junho de 2020, a Rádio Relógio passou a estar presente em São Paulo através de uma transmissão conjunta com a filial da Nossa Rádio na cidade, que operou de forma experimental pelo FM 94,1 MHz. Segundo R. R. Soares, que se apresentou na emissora paulistana na noite do dia 26, a frequência teria uma nova programação ligada à Igreja Internacional da Graça de Deus. Em 15 de agosto, a Nossa Rádio assume a frequência em definitivo; com isso, a Rádio Relógio deixa de ser retransmitida na capital paulista.